# Sona (Italia)
Sona es una localidad y comune italiana de la provincia de Verona, región de Véneto, con 16.856 habitantes.

## Evolución demográfica
| Gráfica de evolución demográfica de Sona entre 1861 y 2001 |
|                                                            |
| Fuente ISTAT - elaboración gráfica de Wikipedia            |